# ميكائيل سودربرغ
ميكائيل سودربرغ (بالسويدية: Mikael Söderberg)‏ هو كاتب سويدي، ولد في 8 ديسمبر 1903 في ستوكهولم في السويد، وتوفي بنفس المكان في 13 يناير 1931.